# Alaska Railroad
Alaska Railroad er en jernbane der driver gods- og passagertransort i staten Alaska. Jernbanens hovedlinje er over 760 km lang og løber mellem Seward på den sydlige kyst og Fairbanks, nær centrum af staten og polarcirklen, og passerer gennem Anchorage og Denali National Park, hvor 17% af de besøgende ankommer med tog. Jernbanen har omkring 1.056 km spor, inklusive sidespor, banegårde og stiklinjer, inklusive grenen til Whittier, hvor jernbanen udveksler godsvogne med det kontinentale USA via jernbanepramme, der sejler mellem Port of Whittier og Harbour Island i Seattle.
Byggeriet af jernbanen startede i 1903, da Alaska Central Railroad byggede en linje, der startede i Seward og strækker sig 80 km nordpå. Alaska Central gik konkurs i 1907 og blev reorganiseret som Alaska Northern Railroad Company i 1911, som forlængede linjen yderligere 34 km mod nord. Den 12. marts 1914 indvilligede den amerikanske kongres i at finansiere konstruktion og drift af en jernbane fra Seward til Fairbanks og købte jernbanelinjen af Alaska Northern, der havde økonomiske problemer.
Da regeringen begyndte at bygge jernbanen der blev anslået til at koste $35 millioner, åbnede den en anlægsby langs Ship Creek, der blev starten på Anchorage, der nu er statens største by. I 1917 købte regeringen den smalsporede Tanana Valley Railroad, mest til sin jernbanegård i Fairbanks. Jernbanen blev færdig den 15. juli 1923 under præsident Warren G. Harding, der rejste til Alaska for at slå en ceremoniel gylden spiger i ved nordenden af den 210 meter lange Mears Memorial Bridge over Tanana River ved Nenana. Ejerskabet af jernbanen overgik fra den føderale regering til staten Alaska den 6. januar 1985.
I 2019 havde virksomheden indtægter på $203,9 millioner, og et overskud på 21,6  millioner USD, og 1,1 milliarder dollars  i samlede aktiver.

## Historie
I 1903 begyndte et firma kaldet Alaska Central Railroad at bygge en jernbanelinje, der begyndte ved Seward, nær den sydlige spids af Kenai-halvøen i Alaska, nordpå. Virksomheden byggede 82 km spor i 1909 og gik i betalingsstandsning. Denne rute transporterede passagerer, fragt og post til den øvre Cook Inlet. Derfra blev varer taget med båd ved højvande og med hundeslæde eller pakketog til Eklutna og Matanuska-Susitna-dalen.
I 1909 købte et andet selskab, Alaska Northern Railroad Company, jernbanelinjen og forlængede den yderligere 34 km mod nord. Fra den nye ende blev varer flådet ned ad Turnagain Arm i små både. Alaska Northern Railroad gik i betalingsstandsning i 1914.
Omkring dette tidspunkt planlagde den amerikanske regering en jernbanerute fra Seward til byen Fairbanks i det indre af landet. Præsidenten, William Howard Taft, bemyndigede en kommission til at undersøge en rute i 1912. Linjen ville være 1.056 km lang helårsrute til det indre Alaska.
I 1914 købte regeringen Alaska Northern Railroad og flyttede dens hovedkvarter til "Ship Creek", senere kaldet Anchorage . Regeringen begyndte at forlænge jernbanelinjen mod nord.
I 1917 var Tanana Valley Railroad i Fairbanks på vej ind i konkurs. Det ejede en lille 72 km lang smalsporet linje, der servicerede byerne Fairbanks og minesamfundene i området samt bådhavnen ved Tanana-floden nær Fairbanks.
Regeringen købte Tanana Valley Railroad, primært for dens terminalfaciliteter. Sektionen mellem Fairbanks og Happy blev konverteret til flerskinnespor for at fuldføre en linje med standardspor fra Seward til Fairbanks. Regeringen udvidede den sydlige del af banen til Nenana og konverterede senere forlængelsen til standardspor. Alaska Railroad fortsatte med at drive den resterende TVRR smalsporede linje som Chatanika Branch (terminalen var placeret nær Yukon-floden ), indtil den blev nedlagt i 1930.
I 1923 byggedes den 213 meter lange Mears Memorial Bridge over Tanana-floden ved Nenana. Dette var det sidste led i Alaska Railroad og var på det tidspunkt den næstlængste jernbanebro af stål i landet. USA's præsident Warren G. Harding en ceremoniel gylden spiger i, der fuldendte jernbanen den 15. juli 1923 på nordsiden af broen. Jernbanen hørte under det amerikanske indenrigsministerium.
Alaska Railroads første diesellokomotiv kom i drift i 1944. Jernbanen pensionerede sit sidste damplokomotiv i 1966.
I 1958 blev området til den fremtidige Clear Air Force Station købt og cirka 12 km spor blev omlagt, og senere blev der bygget en udløber til at levere kul til kraftværket. Clear er omkring 15 km syd for Nenana og Mears Memorial Bridge over Tanana-floden, der løber forbi Clear.
Jernbanen blev stærkt påvirket af jordskælvet langfredag, som ramte det sydlige Alaska i 1964. Rangerterrænet og sporet omkring Seward blev ødelagt, og sporet langs Turnagain Arm blev beskadiget af oversvømmelser og jordskred. Det tog flere måneder at genoprette fuld drift langs linjen.
I 1967 blev jernbanen overført til Federal Railroad Administration, et agentur inden for det nyoprettede United States Department of Transportation .
Den 6. januar 1985 købte staten Alaska jernbanen af den amerikanske regering for $22,3 millioner, baseret på en værdiansættelse fastsat af US Railway Association. Staten investerede straks over $70 millioner på forbedringer og reparationer, der kompenserede for mange års udskudt vedligeholdelse. Købsaftalen forbyder Alaska Railroad at betale udbytte eller på anden måde returnere kapital til staten Alaska.

## Ruter og turisme
Jernbanen er en stor turistattraktion om sommeren. Vognene har brede vinduer og kupler. Private vogne ejet af de store krydstogtselskaber bugseres bag Alaska Railroads egne vogne, og ture er inkluderet i forskellige krydstogtpakker.

### Ruter
- Denali Star går fra Anchorage til Fairbanks[9] (ca. 12 timer hver vej)[10] og tilbage med stop i Talkeetna og Denali National Park, hvorfra forskellige fly- og busture er tilgængelige. Denali Star opererer kun mellem 15. maj og 15. september.[10] Selvom turen kun er omkring 573 km, tager det 12 timer at rejse fra Anchorage til Fairbanks, da sporene snor sig gennem bjerge og dale; Togets tophastighed er 95 km/t men er nogle gange tættere på 48 km/t.
- Aurora Winter Train[11] er tilgængeligt i vintermånederne (15. september - 15. maj) på en reduceret weekendplan (nordgående, lørdag morgen; sydgående, søndag morgen) mellem Anchorage og Fairbanks på samme rute som Denali Star.
- Coastal Classic snor sig sydpå fra Anchorage langs Turnagain Arm, før den drejer mod syd til Kenai-halvøen, og til sidst når Seward. Denne 183 km lange tur tager omkring fire en halv time på grund af at linjen snor sig over bjergene.
- Glacier Discovery giver en kort (2 timers) tur sydpå fra Anchorage til Whittier for et kort stop, før du vender om for et stop ved Grandview, før du vender tilbage til Anchorage om aftenen.
- Hurricane Turn leverer jernbaneservice til folk, der bor mellem Talkeetna og Hurricane-området. Dette område har ingen veje, og jernbanen er livline for beboere, der er afhængige af servicen for at få mad og forsyninger. En af de sidste flag-stop jernbaneruter i USA, hvor passagerer kan stå på hvor som helst langs ruten ved at vifte med et stort hvidt flag eller et klæde.
- Et spor, der leverer service til Ted Stevens Anchorage International Airport, bruges kun i sommersæsonen til krydstogtskibsservice. Den blev midlertidigt taget i brug under Alaska Federation of Natives (AFN) 2006-konventionen for at sørge for transport til hotellet for dedelegerede.

## I populærkulturen
- Alaska Railroad var en væsentlig del af filmen Runaway Train.
- Familien Simpson kører på Alaska Railroad i The Simpsons Movie .
- Jernbanen er nævnt i filmen Balto fra 1995.
- The Railroad er emnet for en reality-tv-serie fra 2013 ved navn Railroad Alaska på Destination America.